# ميخائيل هولت (مغني)
ميخائيل هولت هو مغني وكاتب أغاني كندي، ولد في 1968.